# جبل عضية
جبل عضية وهو جبل يقع في مديرية خولان التابعة لمحافظة صنعاء ويبلغ ارتفاعة 3.510 متر